# رامون دياز
رامون أنخيل دياز (بالإسبانية: Ramón Ángel Díaz)‏ (مواليد 29 أغسطس 1959)، هو مدرب كرة قدم أرجنتيني محترف ولاعب سابق وكان المدير الفني لنادي الهلال في دوري المحترفين السعودي. لعب مع منتخب الأرجنتين لكرة القدم.
كان يدرب نادي الهلال السعودي وحقق معه الدوري السعودي وكأس الملك ووصل مع الفريق إلى نهائي دوري أبطال آسيا 2017 قبل أن يتم إقالته في فبراير 2018 بعد المستويات غير المرضية للفريق في دوري أبطال آسيا 2018 وفي الدوري المحلي، وفي مايو 2018 تعاقد نادي الاتحاد السعودي مع المدرب دياز وتم إقالته بعد جولتين في الدوري وذلك بسبب أداء الفريق وظهوره بمستوى غير جيد في أربع مباريات رسمية.
كما درب عدة فرق لكرة القدم في أمريكا الجنوبية، ودرب منتخب باراغواي لكرة القدم وحقق معه المركز الرابع في بطولة كوبا أمريكا 2015 التي أقيمت في تشيلي. 

## روابط خارجية
- رامون دياز على موقع الاتحاد الدولي (مؤرشف)  (الإنجليزية)
- رامون دياز على موقع رابطة كرة القدم اليابانية للمحترفين (اليابانية)
- رامون دياز على موقع قاعدة بيانات كرة القدم.إي يو (الإنجليزية)
- رامون دياز على موقع ليكيب (الفرنسية)
- رامون دياز على موقع ناشيونال فوتبول تيمز (الإنجليزية)
- رامون دياز على موقع Soccerway.com (الإنجليزية)
- رامون دياز على موقع عالم كرة القدم.نت (الإنجليزية)